# Монтохо-и-Трильо, Флоренсио
 Флоренсио Монтохо-и-Трильо (исп. Florencio Montojo y Trillo; 20 июня 1824, Эль-Ферроль, Галисия — 1896, Мадрид) — политический, государственный и военный деятель, морской министр Испании (1891—1892), вице-адмирал.

## Биография
Службу на флоте начал в 1843 году, получил звание мичмана. Участвовал е блокаде Аликанте, острова Табарка и Картахены.
Совершив несколько экспедиций в Америку, в 1849 году ему было присвоено звание лейтенанта. В 1859 году, будучи капитаном фрегата, получил командование над «Консуэло», поступил в распоряжение испанского посла в Риме; вскоре после этого был назначен главой подразделения береговой охраны в Атлантическом океане, а некоторое время спустя назначен командующим подразделения Береговой охраны Сан-Хуан в Пуэрто-Рико.
С 1869 году командовал броненосным фрегатом «Тетуан». В 1870 году ему было поручено командовать первоклассным винтовым фрегатом «Вилья де Мадрид», который был флагманом Средиземноморской эскадры.
Служил генерал-командующим баз ВМФ в Кадисе, затем в Карраке, Ферроле, позже в составе общего командования гаванской базы и Антильской эскадры.
Был президентом Совета по составлению баз подчиненных корпусов ВМФ, а также входил в состав Консультативного совета ВМФ. В 1879 году ему было присвоено звание контр-адмирала. В 1886 году был назначен генерал-капитаном департамента Кадис. Был избран сенатором от провинции Касерес и назначен военно-морским министром Испании, в том же году получил звание вице-адмирала. После ухода из министерства был назначен генерал-капитаном департамента Кадис.
Похоронен на кладбище Сан-Хусто.